# Bronisław Stawiski
Bronisław Stawiski, także Bronisław Stawiski de Godziątowy herbu Gozdawa (ur. 16 kwietnia 1879 w Rembieszowie) – polski inżynier architekt.

## Życiorys
Urodził się w rodzinie Feliksa i Alojzy z domu Łuczyckiej. W 1899 ukończył naukę w gimnazjum filologicznym w Kaliszu, a następnie studia w Instytucie Inżynierów Cywilnych w Petersburgu w 1904. W latach 1905–1911 był architektem miejskim Piotrkowa Trybunalskiego, a następnie inżynierem powiatowym w Łasku (1911–1914). W okresie I wojny światowej, pełnił funkcję naczelnego budowniczego mostów na Dnieprze.
W latach 1918–1931 był dyrektorem robót publicznych województwa łódzkiego, a następnie w latach 1931–1932 naczelnikiem wydziału i dyrektorem Departamentu Budownictwa w Ministerstwie Robót Publicznych. W późniejszym okresie pełnił funkcję dyrektora Departamentu Techniczno-Budowlanego Ministerstwa Spraw Wewnętrznych, prezesa rady administracyjnej Państwowych Zakładów Wodociągowych na Górnym Śląsku, prezesa Międzyministerialnej Komisji Ochrony Rzek oraz był przewodniczącym komisji kwalifikacyjnej do stwierdzania praktycznej umiejętności fachowej osób uprawnionych do kierowania robotami budowlanymi oraz wiceprzewodniczącym Komitetu Budowlanego Kościoła Opatrzności Bożej w Warszawie.
Po II wojnie światowej zamieszkał w Łodzi, przy ul. Przejazd 25 (późn. ul. Juliana Tuwima).

### Życie prywatne
Jego żoną była Maria Józefa z domu Wasiutyńska (1897–1988), a ich synem był Andrzej Stawiski de Godziątowy (1923–2013).

## Ordery i odznaczenia
- Krzyż Oficerski Orderu Odrodzenia Polski – 2 maja 1923[4][5][6]
- Złoty Krzyż Zasługi
- Medal Dziesięciolecia Odzyskanej Niepodległości
- Medal za Długoletnią Służbę[2]